# Динга, Доминик
До́миник Ди́нга (серб. Доминик Динга; род. 7 апреля 1998, Нови-Сад, Республика Сербия) — сербский футболист, центральный защитник клуба «Петржалка».

## Карьера

### «Воеводина»
Воспитанник футбольной академии клуба «Хайдук». В июле 2014 года футболист перешёл в структуру клуба «Воеводина». В клубе футболист стал выступать за молодёжную команду. Перед сезоном 2015/2016 футболист был переведён в основной состав клуба. В июле 2015 года футболист вместе с клубом отправился на квалификационные матчи Лиги Европы УЕФА. Дебютировал за клуб 2 июля 2015 года в матче против венгерского клуба МТК, выйдя на поле в стартовом составе. Дебютный матч в рамках сербской Суперлиге сыграл 19 июля 2015 года против клуба «Чукарички», выйдя на замену в начале второго тайма. Вместе с клубом дошёл до раунда плей-офф Лиги Европы УЕФА в рамках квалификаций, где по сумме матчей уступили чешской «Виктории». Сам футболист закрепиться в основной команде клуба не смог и в феврале 2016 года расторг контракт.

### «Урал»
В апреле 2016 года появилась информация, что футболист присоединился к российскому клубу «Урал». Однако футболиста не смогли заявить на оставшуюся часть чемпионата. Дебютировал за клуб 7 августа 2016 года в матче против «Ростова», выйдя на поле в стартовом составе. Футболист быстро смог закрепиться в основной команде, став одним из ключевых игроков клуба. Вместе с клубом футболист дошёл до финала Кубка России, где 2 мая 2017 года уступили титул московскому «Локомотиву». Затем футболист на протяжении 2 сезонов оставался преимущественно на скамейке запасных, также отправившись выступать за юношеский состав клуба до 19 лет.

#### Аренда в «Партизан» Белград
Летом 2019 года перешёл в белградский «Партизан» на правах аренды. Дебютировал за клуб 25 сентября 2019 года в матче против клуба «Явор», выйдя на замену в самом конце основного времени. На протяжении сезона несколько раз попадал в заявку клуба, однако провёл по матчу в чемпионате и Кубке, после чего в январе 2020 года покинул клуб.

#### Аренда в «Динамо» Минск
В феврале 2020 года футболист на правах арендного соглашения присоединился к белорусскому клубу минскому «Динамо» до конца сезона. Дебютировал за клуб 9 марта 2020 года в четвертьфинальном матче Кубка Белоруссии против борисовского БАТЭ, выйдя на поле в стартовом составе. В отчетном матче 14 марта 2020 года борисовский БАТЭ также оказался сильнее и прошёл в полуфинал турнира. Дебютный матч в Высшей Лиге сыграл 20 марта 2020 года против брестского «Руха». Первым результативным действием за клуб отличился 3 апреля 2020 года в матче против жодинского «Торпедо-БелАЗ», отдав голевую передачу. Футболист сразу же закрепился в основной команде минского клуба, став одним из ключевых игроков. В августе 2020 года футболист вместе с клубом отправился на квалификационный матч Лиги Европы УЕФА, где 27 августа 2020 года проиграли польскому клубу «Пяст». Дебютный гол за клуб забил 20 сентября 2020 года в матче против «Ислочи». По итогу сезона футболист вместе с клубом закончил чемпионат на шестом итоговом месте.
В начале января 2021 года появилась информация, что футболист проведён ещё один сезона на правах арендного соглашения в минском «Динамо». Вскоре с футболистом было заключено новое арендного соглашения. Начало сезона футболист пропустил, вернувшись в распоряжение основной команды в середине апреля 2021 года. Первый матч в новом сезоне футболист сыграл 9 мая 2021 года против «Ислочи», выйдя на поле в стартовом составе. Певрым результативным действием отличился 12 июня 2021 года в матче против речицкого «Спутника», отдав голевую передачу. На протяжении сезона футболист оставался в клубе одним из основных игроков. Стал бронзовым призёром Высшей Лиги. По окончании срока арендного соглашения покинул клуб.

### «Ордабасы»
В начале 2022 гоад футболист вернулся в российский «Урал», однако за клуб так и не сыграл, оставаясь на скамейке запасных. В июле 2022 года футболист на правах свободного агента перешёл в казахстанский клуб «Ордабасы». Дебютировал за клуб 29 июля 2022 года в матче Кубка Казахстана против клуба «Атырау», выйдя на замену на 85 минуте. Дебютный матч в казахстанской Премьер-Лиге сыграл 21 августа 2022 года против клуба «Актобе». По итогу сезона вместе с клубом занял шестое итоговое место в рамках чемпионата. Стал обладателем Кубка Казахстана, где в финале 12 ноября 2022 года победили «Акжайык», однако сам футболист остался на скамейке запасных. В январе 2023 года покинул казахстанский клуб.

### «Шахтёр» Солигорск
В апреле 2023 года футболист стал игроком солигорского «Шахтёра». Дебютировал за клуб 15 апреля 2023 года в матче против «Гомеля», выйдя на замену на 79 минуте. Затем футболист смог быстро закрепиться в основной команде клуба, став ключевым центральным защитником солигорского клуба. В августе 2023 года футболист покинул солигорский клуб, расторгнув контракт по соглашению сторон.
В январе 2024 года футболист находился в распоряжении белорусского клуба «Торпедо-БелАЗ». Однако вскоре футболист покинул распоряжение белорусского клуба, не пройдя медицинский просмотр.

### «Нафтан»
10 мая 2024 года перешёл в новополоцкий «Нафтан», но уже в июле покинул клуб.

### «Петржалка»
22 июля 2024 года стал игроком словацкого клуба «Петржалка (футбольный клуб)».

## Достижения
«Урал»
- Финалист Кубка России: 2016/17

«Ордабасы»
- Обладатель Кубка Казахстана: 2022

## Клубная статистика
| Выступление          | Выступление      | Выступление      | Лига | Лига | Кубки | Кубки | Еврокубки | Еврокубки | Итого | Итого |
| Клуб                 | Лига             | Сезон            | Игры | Голы | Игры  | Голы  | Игры      | Голы      | Игры  | Голы  |
| -------------------- | ---------------- | ---------------- | ---- | ---- | ----- | ----- | --------- | --------- | ----- | ----- |
| Войводина            | Суперлига        | 2015/16          | 6    | 0    | 1     | 0     | 1         | 0         | 8     | 0     |
| Войводина            | Итого            | Итого            | 6    | 0    | 1     | 0     | 1         | 0         | 8     | 0     |
| Урал                 | Премьер-лига     | 2016/17          | 20   | 0    | 2     | 0     | 0         | 0         | 22    | 0     |
| Урал                 | Премьер-лига     | 2017/18          | 4    | 0    | 1     | 0     | 0         | 0         | 5     | 0     |
| Урал                 | Премьер-лига     | 2018/19          | 2    | 0    | 0     | 0     | 0         | 0         | 2     | 0     |
| Урал                 | Итого            | Итого            | 26   | 0    | 3     | 0     | 0         | 0         | 29    | 0     |
| → Партизан (Белград) | Суперлига        | 2019/20          | 1    | 0    | 1     | 0     | 0         | 0         | 2     | 0     |
| → Партизан (Белград) | Итого            | Итого            | 1    | 0    | 1     | 0     | 0         | 0         | 2     | 0     |
| → Динамо (Минск)     | Высшая Лига      | 2020             | 25   | 1    | 3     | 0     | 1         | 0         | 29    | 1     |
| → Динамо (Минск)     | Высшая Лига      | 2021             | 14   | 0    | 0     | 0     | 0         | 0         | 14    | 0     |
| → Динамо (Минск)     | Итого            | Итого            | 39   | 1    | 3     | 0     | 1         | 0         | 43    | 1     |
| Урал                 | Премьер-лига     | 2021/22          | 0    | 0    | 0     | 0     | 0         | 0         | 0     | 0     |
| Урал                 | Итого            | Итого            | 0    | 0    | 0     | 0     | 0         | 0         | 0     | 0     |
| Ордабасы             | Премьер-лига     | 2022             | 5    | 0    | 3     | 0     | 0         | 0         | 8     | 0     |
| Ордабасы             | Итого            | Итого            | 5    | 0    | 3     | 0     | 0         | 0         | 8     | 0     |
| Шахтёр (Солигорск)   | Высшая Лига      | 2022             | 10   | 0    | 0     | 0     | 0         | 0         | 10    | 0     |
| Шахтёр (Солигорск)   | Итого            | Итого            | 10   | 0    | 0     | 0     | 0         | 0         | 10    | 0     |
| Всего за карьеру     | Всего за карьеру | Всего за карьеру | 87   | 0    | 11    | 0     | 2         | 0         | 100   | 0     |